# NGC 165
NGC 165 је спирална галаксија у сазвежђу Кит која се налази на NGC листи објеката дубоког неба.
Деклинација објекта је - 10° 6' 23" а ректасцензија 0h 36m 28,9s. Привидна величина (магнитуда) објекта NGC 165 износи 13,1 а фотографска магнитуда 13,9. NGC 165 је још познат и под ознакама MCG -2-2-69, IRAS 00339-1022, PGC 2182.